# File (Unix)
file  es un comando de la familia de los sistemas operativos Unix, que permite detectar el tipo y formato de un archivo. Para lograrlo, analiza el encabezado, el número mágico o bien el contenido que el archivo posea.

## Descripción
El comando file es una utilidad que realiza una serie de pruebas (test) para determinar el tipo y formato de un archivo. Más precisamente las pruebas son tres, y la primera que permita alcanzar un resultado hace que el análisis finalice.
Se detallan a continuación dichas pruebas, en el orden en que se llevan a cabo por este comando:
1. Sistema de archivos: se intenta determinar si el archivo a examinar es un archivo del sistema por medio de la función (system call) stat. Gracias a esta prueba se puede determinar si es un dispositivo, enlace simbólico, una tubería, etc.
2. Números mágicos: Se intenta determinar el tipo, analizando determinados bytes ubicados en específicas posiciones dentro del archivo. Estos bytes se los denomina números mágicos, y suelen estar al comienzo de la cabecera. La información para realizar dicho análisis figura en el archivo /usr/share/misc/magic.mgc.
3. Prueba de sintaxis: esta última prueba consiste en determinar que tipo de sintaxis posee un archivo de texto. Esta prueba solo se realiza sobre los archivos que se haya determinado que sean texto plano. Básicamente consiste en buscar la presencia de determinadas palabras claves que permiten identificar la sintaxis usada dentro de dicho archivo.

## Modo de uso
La invocación del comando file tiene el siguiente formato:
- file [PARÁMETROS] ARCHIVO...

Los parámetros posibles, según la especificación POSIX, son:
-dRealiza las pruebas de sintaxis y de números mágicos del sistema. Esta es la opción por defecto, alternativamente se puede utilizar -m o -M
-hSi el archivo a analizar es un enlace simbólico, lo identifica como tal.
-iNo brindar una clasificación adicional más allá de la del tipo básico.
-m archivoRealiza una prueba adicional de números mágicos con el archivo indicado
-M archivoSimilar a -m, salvo que no realiza las pruebas de sintaxis y de números mágicos por defecto del sistema.

En los sistemas operativos GNU/Linux, este comando fue enriquecido con muchos más parámetros, entre los cuales se encuentran:
-bNo imprime el nombre del archivo en cada resultado.
-iMuestra el tipo mime junto con la codificación utilizada.
-e pruebaExcluye de realizar la prueba indicada. Entre las opciones que podemos indicarle, se encuentran:
apptypeTipo de aplicación EMX (solo para EMX).
asciiVarios tipos de archivos de texto. Esta prueba intenta determinar la codificación, más allá de la indicada dentro del propio archivo.
encodingVarios tipos de codificaciones para la prueba suave de números mágicos.
tokensBusca cadenas conocidas dentro de los archivos de texto.
cdfMuestra detalles de los archivos CDF (Compound Document Files). POr ejemplo SVG, XHTML, etc.
compressAnaliza y busca dentro de los archivos comprimidos.
elfMuestra detalles de archivos ELF.
softConsulta de archivos mágicos.
tarAnaliza archivos Tar.
--mime-typesimilar a -i, salvo porque solo muestra el tipo mime.
-zExamina los archivos comprimidos.

## Ejemplos
Visualizar información del tipo y formato de un archivo:
file archivo.mp3
Resultado:
```
archivo.mp3: Audio file with ID3 version 2.4.0, contains: MPEG ADTS, layer III, v1,  48 kbps, 44.1 kHz, Stereo
```

Visualizar solo el tipo mime de un archivo:
file --mime-type archivo.mp3
Resultado:
```
archivo.mp3: audio/mpeg
```